# 広島高速道路公社
広島高速道路公社（ひろしまこうそくどうろこうしゃ）は、広島県ならびに広島市を設立団体とする地方道路公社。指定都市高速道路を整備・管理する。1997年（平成9年）6月3日設立。本社は広島市東区温品一丁目8-23にある。

## 管理する道路
- 広島高速道路
  - 広島高速1号線（安芸府中道路、広島県道472号広島東インター線）
  - 広島高速2号線（府中仁保道路、広島県道473号府中仁保線）
  - 広島高速3号線（広島南道路、広島市道広島高速3号線）
  - 広島高速4号線（広島西風新都線、広島市道広島高速4号線）
  - 広島高速5号線（東部線、広島県道474号温品二葉の里線）